# Augenkiemendrüse
Die Augenkiemendrüse oder Pseudobranchie der Knochenfische ist ein drüsiges Organ und rudimentärer Kiemenbogen, dessen Funktion noch weitgehend unbekannt ist, aber eine besondere Aufgabe beim Gasstoffwechsel der Netzhaut hat.
Sie entspricht morphologisch der kurzen Halbkieme im Spritzloch der Plattenkiemer (Elasmobranchii) (Haie und Rochen), der Spiracularkieme und gibt damit ursprünglich den Ort des Spritzlochkanals der Knochenfische an, der nur noch bei den Stören, dem Schwertstör und den Flösselhechten vorhanden ist. Bei adulten Knochenhechten und beim Kahlhecht ist das Spritzloch nicht mehr nach außen durchgängig und wurde zu einer engen Grube. Bei den Echten Knochenfischen (Teleostei) findet man auch diese Grube nicht mehr, sondern nur noch die Pseudobranchie.
Bedeckte Pseudobranchien sind vom Bindegewebe überzogen und tief in das Dach der Kiemenhöhle gegen die Schädelbasis gelagert. Bei anderen Echten Knochenfischen liegt die Pseudobranchie an der Innenseite des Kiemendeckels. Diese freien Pseudobranchien, die sich makroskopisch und mikroskopisch kaum von echten Kiemen unterscheiden, kommen bei vielen Heringen (Clupeidae), den Armflossern (Lophiiformes), Seenadeln (Syngnathidae), Schleimfischen (Blenniidae) und Schollen (Pleuronectidae) vor.
Die Pseudobranchie ist dem Kapillarsystem des Auges vorgeschaltet. Sie wird bei adulten Echten Knochenfischen nur noch mit sauerstoffgesättigtem Blut aus der ersten Kiemenbogenarterie versorgt, das von da aus zum Auge weitergeleitet wird. Die Pseudobranchie ist reich an Carboanhydrasen und verursacht bei Störungen Exophthalmus („Glubschaugen“).